# Nikolaus List
Nikolaus List (* 5. Juni 1965 in Frankfurt am Main) ist ein deutscher Maler und Bildhauer. Er schuf zahlreiche Gemälde, Zeichnungen, Skulpturen und Computeranimationen.

## Leben und Werdegang
Nikolaus List studierte von 1986 bis 1992 an der Staatlichen Hochschule für Bildende Künste – Städelschule in Frankfurt am Main bei Thomas Bayrle, Peter Kogler und Christa Näher.
Seine Werke wurden in Einzelausstellungen in den Goethe-Instituten Brüssel und Rotterdam sowie im Kunstverein Bielefeld und im Kunstverein Göttingen gezeigt. Seit 1995 hatte er außerdem regelmäßig Einzelausstellungen in verschiedenen Galerien, die ihn auch auf dem Art Forum Berlin, der Art Cologne, der Art Frankfurt und weiteren Kunstmessen vertraten.
List hat außerdem an zahlreichen Ausstellungen im In- und Ausland sowie der Tirana Biennale 2001 teilgenommen.
Seine Computeranimationen wurden u. a. beim 3rd International ExtraShortFilm Festival in Nowosibirsk und in der Galerie Meyer Riegger in Karlsruhe gezeigt.
Zwischen 2006 und 2013 leitete List das zweite Studienjahr, Klasse Malerei und war Lehrbeauftragter für Malerei an der Kunsthochschule Berlin-Weißensee. Seit 2016 unterrichtet er Malerei an der unabhängigen Kunstschule Berlin Art Institute.
List ist ein Großneffe des Fotografen Herbert List (* 7. Oktober 1903 in Hamburg; † 4. April 1975 in München), Neffe der Biologin Christiane Nüsslein-Volhard, die 1995 den Nobelpreis für Physiologie oder Medizin bekam und Bruder vom Chemiker Benjamin List, welcher 2021 mit dem Nobelpreis für Chemie ausgezeichnet wurde. Er schuf dessen Bronzebüste für das Forum der Max-Planck-Gesellschaft in München.
Er lebt und arbeitet in Berlin.

## Werk
Lists Bilder thematisieren die Beziehung von Natur und Künstlichkeit. Die vom Menschen geschaffene Welt wird mit der gegebenen konfrontiert, die Raumwahrnehmung wechselt dabei zwischen Zentralperspektive und Isometrie. Durch die rhythmisch gegliederte, oft synkopierte Struktur seiner Bilder wird die Hierarchisierung der Körper zwischen Raum und Zwischenraum sowie zwischen Vordergrund und Hintergrund aufgehoben. Dieser Effekt wird durch die oftmals dissonante Farbwahl verstärkt und lässt Lists Kunst als „dezidiert anti-erhaben und anti-minimal“ erscheinen. Sie führe vor, „was übrig bleibt, wenn jeglicher transzendente Überbau in der Kunst abgetragen ist: das Naheliegende, das aus einer Fülle von Details besteht, und das oft am schwierigsten und nur über Umwege in skurrile, wüste, ferne Gärten zu fassen ist“.
Neben Gemälden und Skulpturen in Gießharz, Styropor und Bronze befasst sich List auch mit Computeranimationen.

## Auszeichnungen und Stipendien
Im Jahr 1991 wurde List mit dem Förderpreis Junge Kunst des Landkreises Miltenberg ausgezeichnet.
1998 erhielt er ein Arbeitsstipendium der Hessischen Kulturstiftung in New York und im gleichen Jahr das Arbeitsstipendium der Stiftung Kunstfonds, Bonn.

## Ausstellungen

### Einzelausstellungen (Auswahl)
- 2021: MCLAUGHLIN Galerie, Berlin
- 2008: Kabinett, Bern
- 2006: Galerie Lena Bruening, Berlin
- 2005: Bielefelder Kunstverein
- 2005: Kunstverein Göttingen
- 2003: Sammlung Wagner, Gerzensee
- 2002: Galerie Martina Detterer, Frankfurt a. M.
- 2001: Kabinett, Zürich[8]
- 2000: Galerie Cato Jahns, Hamburg
- 1999: Goethe-Institut, Rotterdam
- 1999: Sauce drip in mud like sparkling water in ocean, Kabinett, Bern
- 1998: Goethe-Institut, Brüssel (mit Michael Kunze)
- 1997: Thomas Rehbein Galerie, Köln

### Gruppenausstellungen (Auswahl)
- 2011: Captain Pamphile #3, Deichtorhallen / Sammlung Falckenberg, Hamburg[9][10]
- 2008: The International Invitation Exhibition, The city Art Museum of Gangneung, Südkorea
- 2007: Unsere Affekte fliegen aus dem Bereich der menschlichen Wirklichkeit hinaus, Galerie Sandra Buergel, Berlin
- 2006: Küss die Hand / Waldheim After, Sezession Wichtelgasse, Wien
- 2005: Wicked Games, Stalke Galleri, Kopenhagen
- 2005: 8 Nachkriegszeichnerinnen und ein Monitor, Meyer Riegger Galerie, Karlsruhe
- 2004: Editionen, WBD, Berlin
- 2003: Malerei, Galerie Olaf Stueber, Berlin
- 2003: Living Room, Amsterdam (mit Armin Boehm und Michael Kunze)
- 2002: 3rd international ExtraShortFilm Festival, Nowosibirsk
- 2001: Tirana Biennale, Tirana[11]
- 2001: Desire – Zeichnung und Fotografie, Ursula Blickle Stiftung, Kraichtal (kuratiert von Peter Weiermair, Bologna; 2002 auch in der Galleria d’arte moderna di Bologna[12])
- 2000: Landscape, Galerie Giti Nourbakhsch, Berlin
- 1999: Alias, Thomas Rehbein Galerie, Köln
- 1996: Pittura, Castello di Rivara, Turin

## Publikationen
- Nikolaus List: Analphabetismus Nr. 5. Revolver: Frankfurt a. M. 2004, ISBN 978-3-937577-69-2
- Nikolaus List: Analphabetismus Nr. 4. Revolver: Frankfurt a. M. 2002, ISBN 978-3-934823-69-3
- Karsten Bott, Andreas Exner, Ulrike Gabriel, Nikolaus List, Charlotte Malcolm-Smith, Susanne Paesler, Andreas Schlaegel, Martin Schmidt/Florian Haas, Markus Zuckermann: Absolventen der Städelschule Frankfurt. Neunte Ausstellung der Jürgen Ponto-Stiftung 1995. Ausstellungskatalog. Frankfurter Kunstverein Steinernes Haus am Römerberg (Hg.), Jürgen Ponto-Stiftung zur Förderung junger Künstler, Frankfurt a. M. 1995